# Brasserie La Binchoise
La Brasserie La Binchoise est une brasserie artisanale fondée à Binche en Belgique. Ses origines remontent au XIXe siècle, mais la production a seulement redémarré en 1989.

## Histoire
En 1847, la famille Pourbaix exploitait une brasserie à Binche, au Faubourg Saint-Paul,. Elle fut rachetée par Jules Paternotte en 1871 avant d'être abandonnée en 1928,. Il fallut attendre 1989 pour qu'un maître-brasseur, André Graux, entame une reprise des activités brassicoles dans l'ancienne malterie.
En 1987, il met au point et commercialise la bière « La Fakir » et la « Réserve Marie de Hongrie ». À ces deux bières rebaptisées plus tard « Binchoise blonde » et  « Binchoise brune », viennent s’ajouter la « Bière des Ours » (une bière aromatisée au miel), la « Flora » et la « Cuvée Spéciale Noël ».
En 1995, la brasserie représentée aux World Beer Championships de Chicago remporte la médaille de platine pour la Cuvée Spéciale Noël (brassée pour la Noël) et la médaille d'or pour la Bière des Ours. La brasserie prend un nouveau départ et s'ouvre vers le monde,.
Depuis 2002, Bruno Deghorain est le maître brasseur qui s’occupe de la production de la bière,.
Actuellement, La Binchoise exporte ses produits vers de très nombreux pays.  Cette réussite tient à la qualité des produits fabriqués selon une méthode traditionnelle à partir d’eau, de malts, de houblons et d’un mélange subtil d’aromates qui caractérisent les bières produites dans cette brasserie.
Une taverne et un musée de la brasserie sont rattachés à la structure principale de la brasserie.

## Bières
- 1549, bière ambrée, en bouteilles de 25 cℓ, alc. 7,0% vol.
- Belge, bière ambrée, en bouteilles de 25 cℓ, alc. 5,0% vol.
- Bière des Ours, en bouteilles de 33 ou 75 cℓ, alc. 8,4% vol[7].
- Cistercienne Clara, en bouteilles de 75 cℓ, alc. 6,5% vol.
- Flora, en bouteilles de 33 et 75 cℓ, alc. 7 % vol.
- Grande Réserve / Réserve Spéciale, en bouteilles de 33 et 75 cℓ, alc. 9 % vol.
- La Binchoise blonde tradition, en bouteilles de 33 ou 75 cℓ, alc. 6,2% vol[7].
- La Binchoise brune tradition, en bouteilles de 33 ou 75 cℓ, alc. 8,2% vol[7].
- La Binchoise Spéciale Noël, en bouteilles de 33 ou 75 cℓ, alc. 9,0% vol.
- La Binchoise triple, en bouteilles de 33 ou 75 cℓ, alc. 9,0% vol[7].
- Rose des Remparts, parfumée à la framboise, en bouteilles de 25 cℓ, alc. 4,5% vol.
- Scott, bière blonde mûrie en fût de whisky bio, alc. 10 % vol.
- Xo, bière forte vieillie en fût d'armagnac, en bouteilles de 75 cℓ ,alc. 12,0% vol.

La brasserie produit aussi plusieurs bières à façon commercialisées par des tiers. Parmi ces bières, on peut citer : 
- la BHV pour Binche, Haulchin et Vellereille.
- la Cantinière pour les marcheurs du Saint-Sacrement à Daussois.
- la Carmelle blonde et brune pour la Confrérie de la Carmelle à Doische.
- la Dame des Lacs blonde et brune, bières de fermentation haute pour le site des lacs de l'Eau d'Heure.
- la Doudou, une bière verte brassée pour la ville de Mons à l'occasion de sa ducasse.
- la Gribousine blonde, brune et d'hiver pour la brasserie de  Malonne Benoît Marchal
- la Redoutable, la bière des Grimpeurs, une bière blonde triple titrant 9 % volume faisant référence à la côte de la Redoute.
- la Rose de Modave pour la commune de Modave.
- la Saint-Mengold Huy, bière ambrée commercialisée dans la ville de Huy.

Depuis janvier 2015 la bière de Bonne-Espérance est un produit de la Brasserie La Binchoise.